# Đảng Tương lai mới
Đảng Tương lai mới (tiếng Thái: พรรคอนาคตใหม่, RTGS: Phak Anakhot Mai, phát âm [pʰák ʔā.nāː.kʰót màj]) là một đảng chính trị ở Thái Lan được thành lập vào tháng 3 năm 2018, bởi Thanathorn Juangroongruangkit, cựu Phó chủ tịch của Tập đoàn Thượng đỉnh Thái Lan và Piyabutr Saengkanokkul, học giả pháp lý.

## Lịch sử
Vào tháng 9 năm 2018, Đảng Tương lai mới được Ủy ban bầu cử chính thức công nhận; cho phép nhóm bắt đầu đăng ký thành viên và gây quỹ.
Trong cuộc bầu cử năm 2019, đảng này đã giành được 30 nghị sĩ bầu trực tiếp và 50 nghị sĩ trong danh sách đảng, bao gồm Thanathorn và Piyabutr. Nó sau đó giành được một ghế bổ sung từ một cuộc bầu cử phụ ở Chiang Mai, đưa tổng số ghế lên tới 81.
Sau cuộc bầu cử, lãnh đạo đảng Thanathorn bị Ủy ban bầu cử cáo buộc vi phạm luật bầu cử, dẫn đến Tòa án Hiến pháp tạm thời đình chỉ tư cách nghị sĩ của ông cho đến khi có phán quyết. Mặc dù vậy, Đảng Tương lai mới và sáu đảng chống chính phủ quân phiệt đồng minh đã đề cử Thanathorn làm ứng cử viên thủ tướng, nhưng đã thua thủ tướng đương nhiệm và thủ lĩnh chính phủ quân phiệt Prayut Chan-o-cha.

## Lãnh tụ đảng
Các ủy ban điều hành được bầu trong buổi đại hội đầu tiên vào tháng 5 năm 2018.
| Vị trí                                   | Tên                           | Nhiệm kỳ |
| ---------------------------------------- | ----------------------------- | --- |
| Lãnh tụ đảng                             | Thanathorn Juangroongruangkit | ngày 27 tháng 5 năm 2018 - hiện tại                                                                                    |
| Tổng thư ký                              | Piyabutr Saengkanokkul        | ngày 27 tháng 5 năm 2018 - hiện tại                                                                                    |
| Phó đảng trưởng                          | Kunthida Rungruengkiat        | ngày 27 tháng 5 năm 2018 - hiện tại                                                                                    |
| Phó đảng trưởng                          | Chamnan Chanruang             | ngày 27 tháng 5 năm 2018 - hiện tại                                                                                    |
| Phó đảng trưởng                          | Pongsakorn Rodchompoo         | ngày 27 tháng 5 năm 2018 - hiện tại                                                                                    |
| Phó đảng trưởng                          | Ronnawit Lorlertsunthorn      | ngày 27 tháng 5 năm 2018 - hiện tại                                                                                    |
| Phát ngôn viên                           | Pannika Wanich                | ngày 27 tháng 5 năm 2018 - hiện tại                                                                                    |
| Thư ký                                   | Klaikong Vaidhyakarn          | ngày 27 tháng 5 năm 2018 - hiện tại                                                                                    |
| Thủ quỹ                                  | Nitipat Taemphairojana        | ngày 27 tháng 5 năm 2018 - hiện tại                                                                                    |
| Ủy ban điều hành (Labour Network)        | Sunthon Bunyod                | ngày 27 tháng 5 năm 2018 - hiện tại                                                                                    |
| Ủy ban điều hành (New Gen Network – NGN) | trống                         | ngày 29 tháng 11 năm 2018 - hiện tại ngày 27 tháng 5 năm 2018 - ngày 29 tháng 11 năm 2018 Wipaphan Wongsawang; từ chức |
| Ủy ban điều hành (North)                 | Yaowalux Wongpraparat         | ngày 27 tháng 5 năm 2018 - hiện tại                                                                                    |
| Ủy ban điều hành (Central)               | Surachai Srisaracam           | ngày 27 tháng 5 năm 2018 - hiện tại                                                                                    |
| Ủy ban điều hành (South)                 | Janevit Kraisin               | ngày 27 tháng 5 năm 2018 - hiện tại                                                                                    |
| Ủy ban điều hành (Northeast)             | Chan Phakdisri                | ngày 27 tháng 5 năm 2018 - hiện tại                                                                                    |
| Ủy ban điều hành                         | Jaruwan Sarunyagate           | ngày 27 tháng 5 năm 2018 - hiện tại                                                                                    |
| Ủy ban điều hành                         | Niraman Sulaiman              | ngày 27 tháng 5 năm 2018 - hiện tại                                                                                    |

## Kết quả bầu cử
| Bầu cử | Tổng số ghế | Số phiếu  | % phiếu | Kết quả | Lãnh tụ được bầu              |
| ------ | ----------- | --------- | ------- | ------- | ----------------------------- |
| 2019   | 81 / 500    | 6,265,950 | 17.63%  | Đối lập | Thanathorn Juangroongruangkit |